# Quincas (futebolista)
Joaquim Albino ou simplesmente Quincas, (Rio de Janeiro, 23 de janeiro de 1931 — Rio de Janeiro, 5 de setembro de 2000) foi um ex-futebolista brasileiro que atuou como ponta-esquerda.

## Morte
Morreu em 5 de setembro de 2000, vítima de parada cardíaca.

## Titulos
Fluminense
- Copa Rio: 1952[3]
- Campeonato Carioca: 1951
- Torneio Início do Campeonato Carioca: 1954 e 1956
- Taça Adriano Ramos Pinto: 1952 (Copa Rio - Fluminense x Corinthians)
- Taça Cinquentenário do Fluminense: 1952 (Copa Rio - Fluminense x Corinthians)
- Taça Milone: 1952 (Copa Rio - Fluminense x Corinthians)
- Torneio José de Paula Júnior: 1952
- Copa das Municipalidades do Paraná: 1953
- Taça Secretário da Viação de Obras Públicas da Bahia: 1951 (Esporte Clube Bahia x Fluminense)
- Taça Madalena Copello: 1951
- Taça Desafio: 1954 (Fluminense x Uberaba)
- Taça Presidente Afonsio Dorázio : 1956 (Seleção de Araguari-MG x Fluminense)

## Premiações individuais
- Artilheiro do Torneio Municipal de Futebol do Rio de Janeiro de 1951, com 8 gols.